# Junkers Ju 52
 (août 2018).
Si vous disposez d'ouvrages ou d'articles de référence ou si vous connaissez des sites web de qualité traitant du thème abordé ici, merci de compléter l'article en donnant les références utiles à sa vérifiabilité et en les liant à la section « Notes et références ».
Le Junkers Ju 52 (surnommé Tante Ju en allemand, Iron Annie par les Anglais) était un avion de transport en tôle ondulée fabriqué par la firme allemande Junkers à partir des années 1930. Construit à plus de 4 845 exemplaires entre 1931 et 1952, il a été utilisé par de nombreuses compagnies aériennes (douze compagnies), mais aussi comme avion de transport militaire et bombardier pendant la Seconde Guerre mondiale.

## Conception
Le Junkers Ju 52 est conçu par l'ingénieur en chef de Junkers, Ernst Zindel, à l'origine comme avion de transport civil monomoteur. Il fait son vol inaugural en septembre 1930. Sa structure en tôle ondulée lui apporte alors une robustesse inédite pour l'époque, mais l'avion est clairement sous-motorisé. Aussi, dès avril 1931, le septième exemplaire du Ju 52 reçoit deux moteurs supplémentaires sur les ailes et dispose alors de trois Pratt & Whitney Hornet de 550 chevaux. Capable de transporter 17 passagers, le Junkers Ju 52 entre en service en 1932 dans la Lufthansa et fait rapidement l'objet de commandes d'autres compagnies aériennes.
La Luftwaffe manifeste vite son intérêt pour le Junkers Ju 52, qu'elle destine à la fois au transport militaire (de matériel ou de parachutistes) et au bombardement. Une version spéciale est donc construite à partir de 1934, capable d'emporter 1 500 kg de bombes ainsi que des mitrailleuses pour assurer sa défense. Bien que l'avion ait été utilisé largement pendant la Seconde Guerre mondiale, sa faible vitesse et son armement très limité ne lui laissaient que peu de chance face aux avions ennemis, ce qui explique en partie le nombre élevé d'exemplaires perdus pendant le conflit. La capacité du Junkers Ju 52 à opérer à partir de pistes courtes et sommairement aménagées était fort appréciée.
De nombreuses versions du Junkers Ju 52 ont été construites pendant toute la Seconde Guerre mondiale, avec des moteurs de plus en plus puissants, de meilleurs équipements électroniques (radio, etc.) ou des équipements spéciaux comme des skis pour atterrir sur la neige. La fabrication était répartie entre plusieurs usines situées en Allemagne, en France et en Hongrie. Après la guerre, la France et l'Espagne ont construit leurs propres versions, désignées respectivement AAC.1 Toucan et CASA 352, et utilisées jusqu'au début des années 1960.

## Engagements militaires

### Guerre colombo-péruvienne
Lors de la guerre colombo-péruvienne de 1932-1933, trois Ju 52 furent utilisés par la Colombie comme avion de transport et bombardier contre le Pérou.

### Guerre d'Espagne
Les Junkers Ju 52 accomplissent leurs premières missions militaires pendant la guerre d'Espagne, au sein de la Légion Condor. Ils sont alors utilisés à la fois comme avions de transport pour faire franchir le détroit de Gibraltar aux troupes maures de Franco fin juillet 1936 et comme bombardiers. Dix-huit Ju 52 bombardèrent Guernica le 26 avril 1937.

### Seconde Guerre mondiale
Ils jouent ensuite un rôle décisif lors des opérations aéroportées du début de la Seconde Guerre mondiale en Hollande, Belgique et en Norvège (pour ce cas on verra une version hydravion équipée de deux flotteurs) en 1940 et contre la Crète en 1941, même si, à cette occasion, les pertes deviennent vite importantes à cause de sa lenteur (265 km/h environ) et de son faible armement. Il sera aussi utilisé pendant l'hiver 1942-43 pour ravitailler Stalingrad ainsi que pour soutenir les forces allemandes en Tunisie (avril 1943 : 150 vols par jour) et pendant l'évacuation de la Sicile en avril 1943. Il sera livré des exemplaires à la Hongrie et à l'Italie.
Il équipait aussi la flotte personnelle d'Hitler et son état-major (jusqu'à cinquante appareils).
Sa production fut interrompue à la mi-1944 malgré le renforcement de son blindage et de son armement (modèle Ju 52/3m g14e). La production était arrivée à plus de 3 200 appareils.

### Guerre d'Indochine
La France produisit à son tour l'appareil après-guerre par le constructeur Amiot (puis Ateliers Aéronautiques de colombes-AAC). Rebaptisés Toucan, ces avions ont été utilisés comme avions de transport de troupes et pour le parachutage pendant la guerre d'Indochine (GT1/64 « Béarn », GT 2/62 « Franche Comté » et 3/64 « Tonkin »). Moins rapide et moins confortable que le C-47 américain également employé par l'Armée de l'air, il avait un décollage plus court et un train fixe plus solide que celui (escamotable) du Dakota.

### Guerre d'Algérie
Les Junkers Ju 52 furent utilisés durant la guerre d'Algérie de 1956 à 1960 dans les deux « Groupes sahariens de reconnaissance et d'appui » no 76 et 78. Ils permirent d'effectuer de très nombreuses missions de reconnaissance, de transport, de recherches SATER (Sauvetage Aèro-TERrestre) et d'évacuations sanitaires. Ils assurèrent des détachements à Gabès, Télergma, Biskra, Remada, Touggourt, El Goléa, Ft Flatters, Polignac, Edjeleh, Tindouf, Adrar. Des missions furent régulièrement réalisées à Tamanrasset, In Eker, In Salah, Bir Djedid etc. Ils furent ensuite cédés au Portugal.

## Variantes

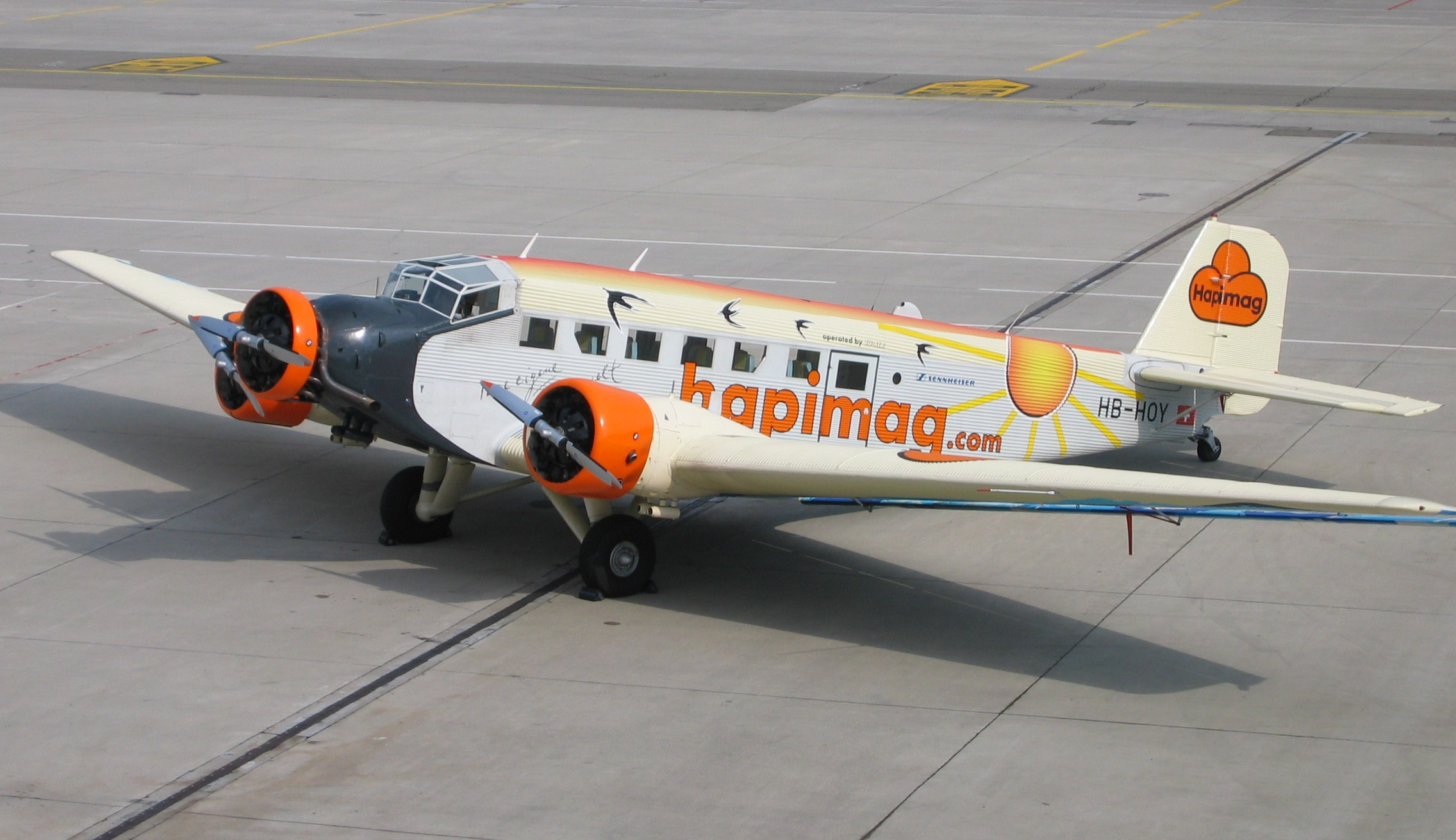
Un CASA 352, version espagnole du Ju 52.

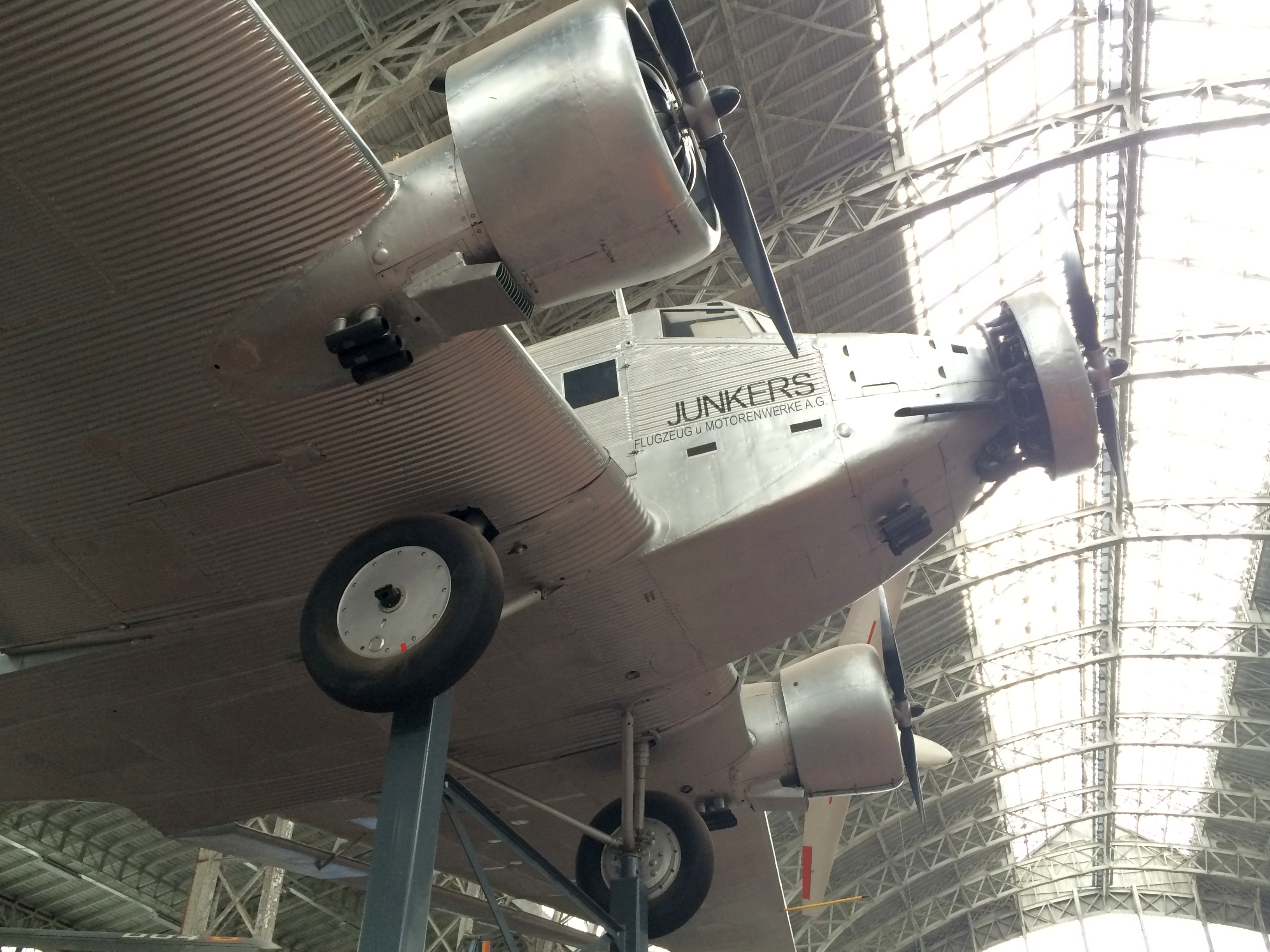
Un Ju 52 exposé au Musée royal de l'armée (Bruxelles).

- Ju 52/1m de : première version monomoteur (six exemplaires)
- Ju-52/3m ce : première version trimoteur pour l'Allemagne, la Finlande et la Suède
- Ju-52/3m ce : version trimoteur pour la Bolivie
- Ju 52/3m ge : première version construite largement avec trois moteurs BMW 132A-1 de 660 chevaux
- Ju 52/3m g3e : trois moteurs BMW 132A-3 de 725 chevaux et autres améliorations
- Ju 52/3m g4e : roulette arrière et autres améliorations
- Ju-52/3m g5e : trois moteurs BMW 132T-2 de 830 chevaux et autres améliorations
- Ju 52/3m g6e : quasi identique au g5e
- Ju 52/3m g7e : ajout d'un pilote automatique et autres améliorations
- Ju 52/3m g8e : trois moteurs BMW 132Z et autres améliorations
- Ju 52/3m g9e : train d'atterrissage renforcé
- Ju 52/3m g10e : idem que le g9e mais en version flotteur ou ski
- Ju 52/3m g12e : trois moteurs BMW 132L de 800 chevaux
- Ju 52/3m g14e : ajout d'un blindage pour protéger les pilotes, armement défensif renforcé
- Ju-52/3m MS « Mausi » ou « Minensuch » : avion démineur (grâce à un grand cercle en aluminium installé sous l'avion et dans lequel circulait du courant électrique, il faisait exploser les mines magnétiques[1])
- Ju 52/3 mW W pour Wasser (eau) : c'est un hydravion
- AAC.1 Toucan : version construite en France après la guerre (~400 exemplaires)
- CASA 352 : version construite en Espagne après la guerre (170 exemplaires)

Sur les 4 845 exemplaires produits, environ les deux tiers étaient destinés à la Luftwaffe.

## Opérateurs

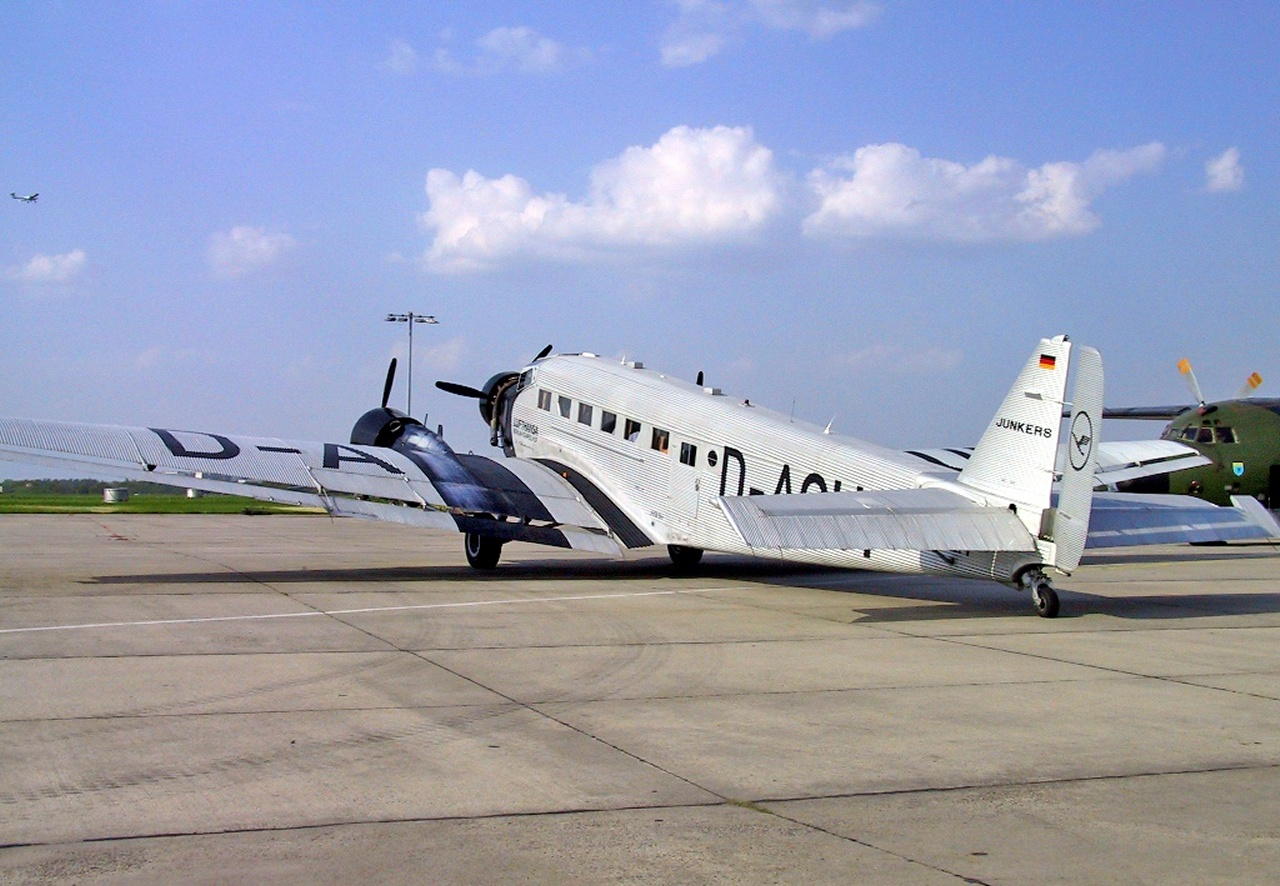
Un Ju 52 restauré aux couleurs de la Lufthansa.

### Civils
- Afrique du Sud
  - South African Airways

- Allemagne
  - Deruluft
  - Lufthansa : 1 en service

- Argentine
  - Aeroposta Argentina
  - Líneas Aéreas del Estado
  - Ministère de l'agriculture

- Belgique
  - Sabena

- Bolivie
  - Lloyd Aéreo Boliviano

- Brésil
  - Aeronorte
  - Serviços Aéreos Cruzeiro do Sul
  - Syndicato Condor - Serviços Aéreos Condor
  - VASP
  - VARIG

- Bulgarie
  - Direction des Communications aériennes

- Canada
  - Canadian Airways
  - Canadian Pacific Airlines

- République de Chine
  - Eurasia Aviation Corporation

- Colombie
  - SCADTA

- Danemark
  - Det Danske Luftfartselskab

- Équateur

- Espagne
  - Iberia Airlines

- Estonie
  - AGO Flugzeugwerke

- Finlande
  - Aero Oy
  - DLL

- France
  - Aéro Cargo
  - Aigle Azur
  - Air France
  - Air Océan
  - CTA Languedoc Roussillon
  - Société Auxiliaire de Navigation Aérienne
  - Socotra

- Grèce
  - Elliniki Eteria Enaerion Sinkinonion

- Hongrie
  - Malert (en)

- Italie
  - Ala Littoria

- Mozambique portugais
  - Direccao de Exploracao dos Transportes Aéreos

- Norvège
  - Det Norske Luftfartselskap (en)

- Territoire de Nouvelle-Guinée
  - Gibbes Sepik Airways
  - Mandated Airlines

- Pérou

- Pologne
  - LOT Polish Airlines : 1 appareil de 1936 à 1939

- Portugal
  - Aero Portuguesa (en)

- Roumanie
  - LARES

- Royaume-Uni
  - British Airways Ltd (en)
  - British European Airways
  - British Overseas Airways Corporation
  - Railway Air Services (en)

- Suède
  - AB Aerotransport (en)

- Suisse
  - Swissair
  - Ju-Air (de) : 2 en service

- Tchécoslovaquie
  - CSA Czech Airlines
  - Gouvernement de Tchécoslovaquie (après-guerre)

- Turquie
  - Turkish Airlines

- Union soviétique
  - Deruluft
  - Aeroflot

- Uruguay
  - Compañía Aeronáutica Uruguaya (en)

- Yougoslavie
  - JAT Airways

### Militaires
Afrique du Sud
- Force aérienne sud-africaine

 Reich allemand
- Luftwaffe

 Argentine
- Force aérienne argentine

 Autriche
- Force aérienne autrichienne

 Belgique
- Aviation militaire belge

 Congo belge
- Force Publique

 Bolivie
- Force aérienne bolivienne

- Force aérienne bulgare

 Colombie
- Force aérienne colombienne

 État indépendant de Croatie
- Force aérienne

 Équateur
- Force aérienne équatorienne

 Espagne
- Armée de l'air espagnole

 États-Unis
- United States Army Air Forces : sous la désignation C79[5]

 France
- Armée de l'air française (après-guerre)
- Force maritime de l'aéronautique navale (après-guerre)

 Grèce
- Hellenic Air Force

 Royaume de Hongrie
- Force aérienne royale hongroise

 Royaume d'Italie
- Regia Aeronautica

 Norvège
- Royal Norwegian Navy Air Service : un appareil loué à DNL de janvier 1940 au 9 avril 1940.
- Force aérienne royale norvégienne (capture, utilisation après-guerre)

 Pérou
- Force aérienne du Pérou

 Portugal
- Force aérienne portugaise

 Roumanie
- Force aérienne royale roumaine
- Force aérienne roumaine (après-guerre)

- Force aérienne slovaque

 Union soviétique
- Forces aériennes soviétiques (après-guerre)

 Suède
- Force aérienne suédoise

 Suisse
- Troupes d'aviation suisses

Trois Ju 52 3m sont commandés début 1939 et livrés la même année. Ils sont aménagés pour l'instruction des observateurs mais ils peuvent aussi être utilisés pour le transport. Des postes de tir sont prévus mais il semble qu'ils n'aient pas été armés. Les avions embarquant des observateurs ayant été réformés vers 1952 les Ju 53 3m sont utilisés pour le transport et comme figurants pour le cinéma. En 1974 les trois avions sont toujours en service dans les troupes d'aviation suisses, même si l'avion A-702 porte le camouflage allemand de la guerre en Russie pour les besoins du cinéma. Les trois avions sont rachetés dans les années 1980 par l'association Ju-Air qui les utilise pour des vols touristiques.
 Syrie
- Force aérienne syrienne (après-guerre)

 Tchécoslovaquie
- Force aérienne tchécoslovaque (après-guerre)

 Yougoslavie
- Force aérienne yougoslave
  - 1st Transport Aviation Regiment (1944-1948)
  - 119th Transport Aviation Regiment (1948-1966)
  - 81st Support Aviation Regiment (1961-1964)

## Appareils encore existants

### En état de vol
En 2018, sept Ju 52 sont en état de vol (en) : deux en Suisse (Ju-Air (de)), deux en Allemagne (Lufthansa et Ju-Air), un en Afrique du Sud (South African Airways Museum Society), un aux États-Unis (Military Aviation Museum (en)) et un en France (Amicale J.B. Salis).
En 2019, la Lufthansa déclare arrêter les vols à bord de son Ju 52 (immatriculé D-AQUI), « appareil qui n'a aucune perspective d'utilisation financière viable » ; cet appareil pourrait continuer de voler lors de réunions aéronautiques,.

### Exposés
Le 29 août 2021, le Ju 52 (en fait l’Amiot AAC.1 Toucan no 363) est de nouveau exposé au Deutsches Museum après cinq ans de rénovation.

### Accidents
L'appareil (HB-HOT, appartenant à la Ju-Air) a été détruit lors d'un crash en août 2018 dans les Alpes suisses (vingt morts),,. La compagnie Ju-Air entend reprendre l'exploitation, améliorée, des Ju 52 en 2023, puisque les causes de l'accident ont été identifiées (prise de risque des pilotes en montagne à basse altitude, entretien défaillant, mauvais équilibrage des charges dans l'avion, erreurs dans l'utilisation du logiciel de préparation des vols). Finalement, les deux avions de ce type restant en leur possession ne pourront pas reprendre la voie des airs à cause de coûts trop élevés et de règles de sécurité trop strictes. L'un d'eux pourra cependant toujours être admiré au musée de l'aviation de Dübendorf (ZH).